# Eighth Grade
Eighth Grade ist ein amerikanisches Independent-Komödiendrama aus dem Jahr 2018 und markiert das Spielfilm-Regiedebüt von Comedian, Sänger, Autor und Regisseur Bo Burnham, der auch das Drehbuch schrieb. Die Coming-of-Age-Geschichte erzählt vom Leben einer mit sozialen Phobien kämpfenden Achtklässlerin, gespielt von Elsie Fisher, in den letzten Tagen vor ihrem Wechsel an die High School.
Der Film wurde auf dem Sundance Film Festival am 19. Januar 2018 uraufgeführt und erschien am 5. Juli 2019 auf mehreren deutschsprachigen Streamingplattformen.
Die Hauptrollen spielen neben Elsie Fisher Josh Hamilton und Emily Robinson.
Der Film wurde sehr positiv aufgenommen, wobei insbesondere das Drehbuch und Fishers Darstellung der Kayla Day gelobt werden.

## Handlung
Die Achtklässlerin Kayla Day veröffentlicht auf YouTube Vlogs über Selbstvertrauen, Schminken und anderes, worüber sie sich Gedanken macht. Die Videos sind nicht sehr erfolgreich, was daran liegen mag, dass Kayla in den Videos um Worte und Vergleiche ringt, was das Anschauen mühsam und wenig lohnend macht.
Kayla befindet sich in ihrer letzten Woche vor der Graduierung an einer öffentlichen Middle School im Bundesstaat New York. Sie ist eine schweigsame Einzelgängerin, was sich unter anderem in der Auszeichnung als „Most Quiet“ (Leiseste/Unauffälligste) durch ihren Jahrgang im Rahmen der nahenden Graduierung zeigt. Auch zu Hause isoliert sie sich von ihrem alleinerziehenden Vater Mark, der darum bemüht ist, eine gemeinsame Ebene mit seiner Tochter zu finden. Mit Sorge betrachtet er ihre Flucht in Social Media.
Kayla wird zu einer Poolparty eingeladen, die von ihrer Mitschülerin Kennedy veranstaltet wird. Kennedys Mutter kennt Kaylas Vater vom Fundraising, wo er sehr hilfreich war, weshalb die Einladung über Kennedys Kopf als Zeichen der Dankbarkeit zustande kommt. Auf der Party hat Kayla einen Angstanfall im Badezimmer, fängt sich aber und geht doch nach draußen in den Pool. Dort trifft sie auf Gabe, Kennedys  nerdigen Cousin. Bei einem Versuch, die Party zu verlassen, hat sie eine peinliche Begegnung mit ihrem heimlichen Schwarm Aiden, der sie  zurück zur Party bringt. Dort überwindet sich Kayla und meldet sich zum Karaokesingen.
Sie erfährt, dass Aiden sich von seiner letzten Freundin getrennt hat, weil diese sich geweigert hat, ihm Nacktfotos zu schicken. Kayla überwindet sich, Aidan anzusprechen (während eines Sicherheitsdrills) und erwähnt ihm gegenüber, um sein Interesse an ihr zu wecken, dass sie einen Ordner mit eigenen Nacktfotos auf ihrem Handy habe. Sie ist dabei sehr unsicher. Er fragt, ob sie Blowjobs gibt, was sie unsicher bejaht. Später schaut sie sich Online-Tipps zu Oralverkehr an und ist angewidert.
Kayla nimmt an einem High-School-Schnupperprogramm teil, wo sie Olivia trifft, eine freundliche Zwölftklässlerin, die sie durch die High School führt. Olivia gibt Kayla ihre Nummer und lädt Kayla später ein, sich mit Freunden in der Mall zu treffen. Eigentlich haben sie eine gute Zeit, bis die Gruppe Kaylas Vater entdeckt, der ihr aus der Ferne nachspioniert. Sie geht zu ihm und konfrontiert ihn mit der Bitte, dass er gehen solle. Riley, einer von Olivias Freunden, fährt Kayla spät abends nach Hause. Er beginnt ein unangenehmes Wahrheit oder Pflicht-Spiel, bei dem er nach ihrer sexuellen Erfahrung fragt, sein Hemd auszieht und sie bittet, es ihm nachzumachen. Kayla ist von der Situation überfordert und weigert sich, woraufhin Riley einen Gang zurückschraubt und behauptet, er habe nur versucht, ihr beim Erfahrung sammeln zu helfen. Kayla bricht zu Hause zusammen und wird von ihrem Vater getröstet. Sie macht ein Video, in dem sie ankündigt, dass sie aufhören will, Videos zu machen, da sie sich unfähig fühlt, Ratschläge zu geben, wenn sie nicht einmal in der Lage ist, ihren eigenen zu folgen.
Kayla öffnet anschließend eine Zeitkapsel, die sie in der sechsten Klasse für sich selbst geschaffen hat. Sie schaut sich ein Video an, das sie gemacht hat, in dem ihr vergangenes Ich Fragen über ihre aktuellen Freunde und ihr Liebesleben stellt. Sie bittet ihren Vater, ihr zu helfen, die Zeitkapsel zu verbrennen, und fragt, ob sie ihn traurig macht. Er sagt, dass sie ihn mit Stolz erfülle und er nie traurig über sie sein könne, worauf sie erleichtert ist.
Kurz vor der Graduierung greift Kayla sich ein Herz und hält Kennedy persönlich vor, dass sie ihren Dankesbrief, den Kayla nach der Poolparty einer desinteressierten Kennedy überreicht hat, ignoriert und sich trotz Kaylas Bemühungen, nett zu sein, gleichgültig gegenüber ihr verhalten hat. Am Abend isst sie bei Gabe, der zwischenzeitlich mit ihr Kontakt aufgenommen hat; sie haben einen guten Abend. Kayla macht eine neue Zeitkapsel, die sie und ihr Vater im Garten vergraben; sie hinterlässt eine Videobotschaft für ihr High-School-Ich, in der sie sich selbst ermutigt, in schwierigen Zeiten durchzuhalten.

## Auszeichnungen
Der Film erhielt zahlreiche Preise und Nominierungen. Elsie Fisher erhielt eine Golden-Globe-Nominierung. Sowohl Fisher als auch Burnham gewannen den Breakthrough-Preis bei den Gotham Awards. Das National Board of Review verlieh dem Film zwei Preise und nahm ihn in die Top-Ten-Filmliste 2018 auf.
Das American Film Institute zählt Eighth Grade ebenfalls zu den zehn wichtigsten Filmen 2018.
Writers Guild of America Awards 2019
- Auszeichnung für das Beste Originaldrehbuch (Bo Burnham)[8]

Independent Spirit Awards 2019
- Auszeichnung in der Kategorie Bestes Drehbuchdebüt (Bo Burnham)

## Kritiken

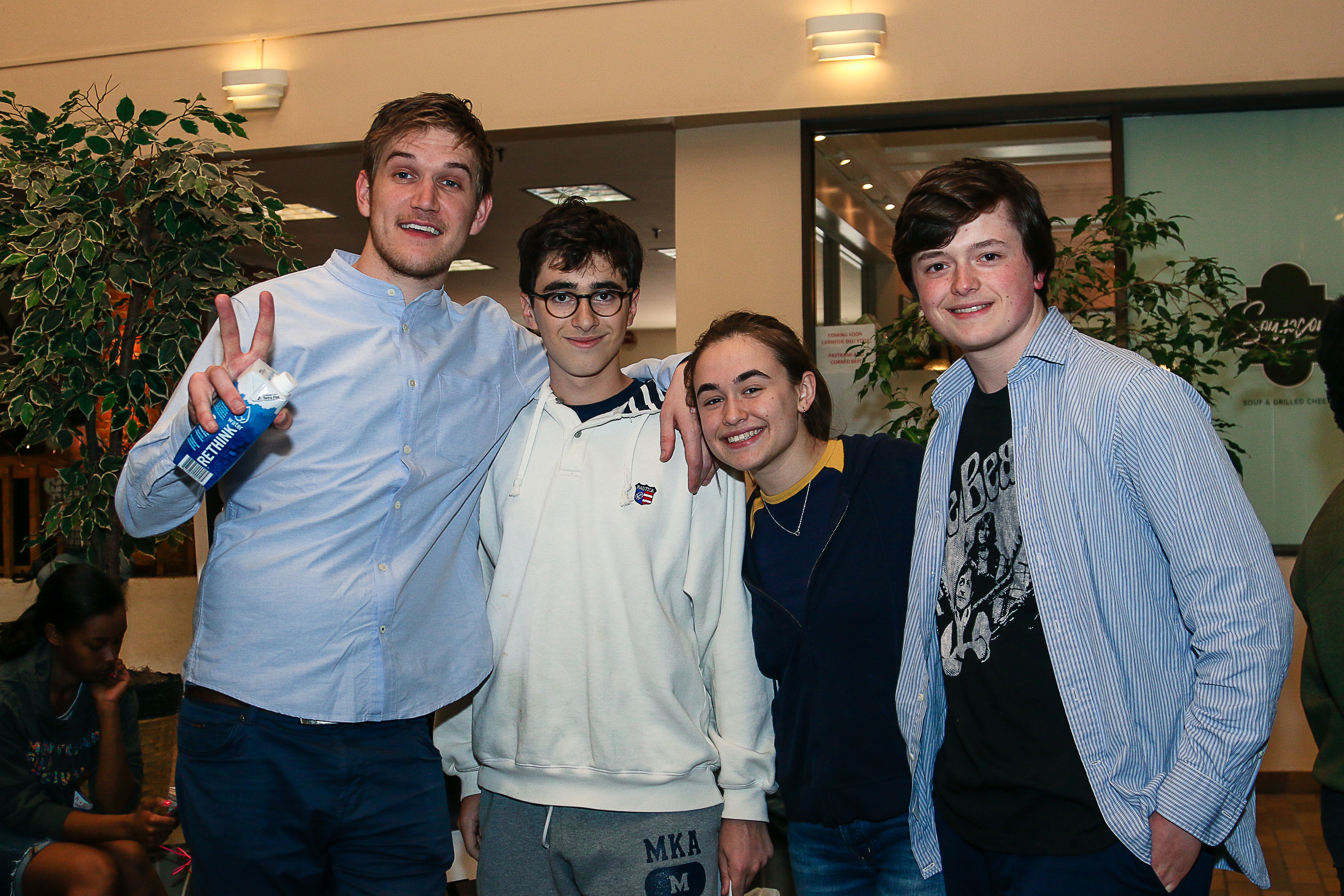
Bo Burnham im April 2018 beim Montclair Film Festival

Eighth Grade  erhielt von Kritikern auf breiter Front sehr positive Bewertungen. Auf der Kritik-aggregierenden Website Rotten Tomatoes hat der Film eine Bewertung von 99 %, basierend auf 307 Rezensionen, mit einer durchschnittlichen Bewertung von 8,8/10 und der Zusammenfassung „‚Eighth Grade‘ wirft einen Blick auf die namensgebende Zeitspanne, die einen seltenen und durchschlagenden Klang der Wahrheit mit sich bringt, während sie den Durchbruch für den Autor und Regisseur Bo Burnham und die fesselnde Elsie Fisher einläutet.“. Metacritic, einem weiteren Kritik-Aggregator, urteilte Universelle Anerkennung mit einer Bewertung von 90 %, basierend auf 46 Kritiken.

## Deutsche Synchronfassung
Die deutsche Synchronbearbeitung entstand bei der Iyuno Germany in Berlin. Andi Krösing schrieb das Dialogbuch und führte Dialogregie.
| Darsteller         | Deutscher Sprecher   | Rolle        |
| ------------------ | -------------------- | ------------ |
| Elsie Fisher       | Derya Flechtner      | Kayla Day    |
| Josh Hamilton      | Patrick Winczewski   | Mark Day     |
| Emily Robinson     | Betty Förster        | Olivia       |
| Catherine Oliviere | Sarah Tkotsch        | Kennedy      |
| Jake Ryan          | Marco Eßer           | Gabe         |
| Luke Prael         | Vincent Borko        | Aiden        |
| Daniel Zolghadri   | Philip Süß           | Riley        |
| Fred Hechinger     | Patrick Keller       | Trevor       |
| Imani Lewis        | Marie Hinze          | Aniyah       |
| Nora Mullins       | Zalina Sanchez Decke | Steph        |
| Gerald W. Jones    | David Kunze          | Tyler        |
| Frank Deal         | Frank Röth           | Officer Todd |
| David Shih         | Stefan Mehren        | Chaperone    |
| Kevin R. Free      | Uve Teschner         | Mr. Dankert  |
| Missy Yager        | Antje von der Ahe    | Mrs. Graves  |